# Rhytidiastrum
Rhytidiastrum là một chi rêu trong họ Hylocomiaceae.